# Silometopus elegans
Espèce
Synonymes
- Erigone elegans O. Pickard-Cambridge, 1873

Silometopus elegans est une espèce d'araignées aranéomorphes de la famille des Linyphiidae.

## Distribution
Cette espèce se rencontre en Europe et en Sibérie occidentale.

## Description
Les mâles mesurent de 1 à 1,7 mm et les femelles de 1,5 à 2,0 mm.

## Systématique et taxinomie
Cette espèce a été décrite sous le protonyme Erigone elegans par Octavius Pickard-Cambridge en 1873.
Elle est placée dans le genre Cnephalocotes par Eugène Simon en 1884 puis dans le genre Silometopus en 1926.

## Publication originale
- O. Pickard-Cambridge, 1873 : Descriptions of twenty-four new species of Erigone. Proceedings of the Zoological Society of London, vol. 1872, p. 747-769 (texte intégral).